# Tephrosia boiviniana
Tephrosia boiviniana är en ärtväxtart som beskrevs av Henri Ernest Baillon. Tephrosia boiviniana ingår i släktet Tephrosia och familjen ärtväxter. Inga underarter finns listade i Catalogue of Life.